# Байрацька сільська рада (Диканський район)
Байрацька сільська рада — колишній орган місцевого самоврядування у Диканському районі Полтавської області з центром у селі Байрак.

## Населені пункти
Сільраді були підпорядковані населені пункти:
- c. Байрак
- с. Одарюківка
- с. Петренки